# Syntomium
Syntomium ist eine Gattung der Käfer aus der Familie der Kurzflügler (Staphylinidae) innerhalb der Unterfamilie Omaliinae. Sie kommt in Europa nur mit Syntomium aeneum vor, welcher auch in Mitteleuropa heimisch ist.

## Merkmale
Die Käfer haben stark metallisch glänzende Körper. Die Gattung ist durch ihre Augenhöcker, die sich sehr nahe an den Facettenaugen befinden und durch die darunter befindlichen Fühlereinlenkungen und durch das Fehlen von Punktaugen (Ocelli) charakterisiert. 

## Vorkommen und Lebensweise
Die Tiere leben in Moos an Bäumen und an Erdwällen und auch in Mooren. 

## Arten (Europa)
- Syntomium aeneum (P. Müller 1821)